# 石英二长岩
石英二长岩（英語：Quartz monzonite）是一種長英質深成岩，具有大致相等比例的正長石和斜長石。 它通常是淺色顯晶石質（粗粒）至斑狀花崗岩。 斜長石的成分通常介於中长石（Andesine）和奥长石 之間。 含石英。所含黑色礦物為黑雲母和/或角閃石。 由於它的顏色，它經常與花崗岩混淆，但花崗岩含有超過 20% 的石英，而石英二长岩僅含有 5-20% 的石英。 石英含量低於 5% 的岩石被歸類為二長岩。 含有較多鹼性長石的岩石是正長岩，而含有較多斜長石的岩石是石英閃長岩。
adamellite一詞最初由 A. Cathrein 於 1890 年在意大利 Monte Adamello 用於含正長石的英云闪长岩
（可能是花崗閃長岩），但後來被石英二长岩取代。
石英二长岩斑岩通常與斑銅礦床中的銅礦化有關。

### 產処
金斯曼(Kinsman Mountain)石英二長岩，在新罕布什爾州的懷特山脈和西部高地，是一個廣泛的地層，並分佈于金斯曼山、弗蘭科尼亞峽谷的部分地區、卡迪根山和蘇納皮山等地的下方。 
佐治亞州的石頭山(Stone Mountain)是由石英二長岩構成。
在Little Cottonwood Canyon 的一個採石場中，開采的石英二長石被用來建造猶他州鹽湖城的幾座建築，包括耶穌基督後期聖徒教堂鹽湖聖殿、教會行政大樓和會議中心，以及 猶他州議會大廈。南加州約
書亞樹（Joshua Tree ） 國家公園的巨石是石英二長岩。
愛達荷州麥考爾附近愛達荷州地岩磐(Idaho Batholith)是由石英二長岩構成的。